# Pseudopilolabus chiriquensis
Pseudopilolabus chiriquensis es una especie de coleóptero de la familia Attelabidae.

## Distribución geográfica
Habita en Panamá.